# Minifundium
Als Minifundium (Plural Minifundien) werden in Lateinamerika und Südeuropa landwirtschaftliche Klein- und Kleinstbetriebe bezeichnet, die von einer Familie auf Parzellen von einem bis wenigen Hektar Fläche ausschließlich zur Eigenversorgung bewirtschaftet werden (Subsistenzwirtschaft). Die etwas größeren Minifundien werden darüber hinaus zur Erntezeit von Saison-Arbeitskräften von außerhalb der Familie mit bearbeitet, die dafür einen geringen Lohn bekommen, häufig nur in Form von Tauschprodukten.
Minifundien sind in Lateinamerika, insbesondere im Andenhochland von Bolivien, Peru und Ecuador sowie in den jungen Rodungsgebieten des Amazonastieflandes, das Standbein für viele Familien, die in Statistiken aufgrund fehlender Wirtschaftsüberschüsse als „unter der Armutsgrenze“ lebend oder ähnlich definiert werden. Sie wurden nach Ende der Kolonialzeit bzw. in nationalen Gesetzen oft im Zuge einer Landreform (z. B. in Bolivien im Jahr 1953) an indigene oder verarmte Bevölkerungsteile vergeben, um einen Ausgleich des Landbesitzverhältnisses zu schaffen. In Brasilien dienen die Minifundien beispielsweise entlang der Transamazônica-Straße auch dem Abbau regionaler Disparitäten der Bevölkerungsverteilung, da Siedler aus den südlichen Bundesstaaten Brasiliens in Amazonien oft kostenlos ein Stück Land erhalten können.
Das Gegenteil, also landwirtschaftliche Großbetriebe, bezeichnet man als Latifundien.